# Galáxia Anã de Eridanus II
A Galáxia Anã de Eridanus II é uma galáxia satélite da Via Láctea e faz parte do Grupo Local, foi descoberta no ano de 2015, através dos dados obtidos pelo The Dark Energy Survey. Encontra-se na constelação de Eridanus, localizada a 366 kpc da Terra. É classificada como uma galáxia anã esferoidal (dSph) o que significa que ela tem uma forma aproximadamente arredondada com um raio de cerca de 0,55 kpc.